# 森工街道
森工街道，是中华人民共和国吉林省白山市临江市下辖的一个街道办事处。

## 行政区划
森工街道下辖以下地区：
森工社区、北山社区、朝阳社区和东兴村。